# Pamotan (Porong)
Pamotan is een bestuurslaag in het regentschap Sidoarjo van de provincie Oost-Java, Indonesië. Pamotan telt 4157 inwoners (volkstelling 2010).